# Malcolm Barber
Malcolm Charles Barber (* 4. března 1943) je britský historik, odborník na středověké dějiny. Specializuje se na historii křížových výprav a dějiny Latinských států ve Svaté zemi ve dvanáctém a třináctém století, dějiny rytířských řádů (především templářů) a kacířství (zejména Katarů).
Studoval na Nottinghamské univerzitě (1961–1966) a na British School v Římě (1965–1966). V roce 1968 získal doktorát na univerzitě v Nottinghamu. Působil jako profesor středověkých evropských dějin na univerzitě v Readingu ve Velké Británii až do svého odchodu do důchodu v září 2004.

## Publikace
- The Trial of the Templars. Cambridge ; New York : Cambridge University Press, 1978. 311 s. ISBN 0-521-21896-9. (česky Proces s templáři. Praha : Argo, 2008. 396 s. ISBN 978-80-257-0018-1.)
- The Two Cities : medieval Europe, 1050-1320. London ; New York : Routledge, 1992. 581 s. ISBN 0-415-06780-4.
- The new knighthood : a history of the Order of the Temple. Cambridge ; New York : Cambridge University Press, 1994. 441 s. ISBN 0-521-42041-5. (česky Noví rytíři : dějiny templářského řádu. Praha : Argo, 2006. 433 s. ISBN 80-7203-764-1).
- Crusaders and Heretics, Twelfth to Fourteenth Centuries. Collected Studies. Aldershot : Variorum, 1995. ISBN 0-86078-476-2.
- The Cathars : dualist heretics in Languedoc in the high middle ages. Harlow ; New York : Longman, 2000. 282 s. ISBN 0-582-25662-3.